# Küllük (Iğdır)
Küllük is een dorp in de Turkse provincie Iğdır in Oost-Anatolië. In 2019 telde Küllük 964 inwoners.
Het ligt ongeveer 4 kilometer van de grens met Armenië; aan de westkant van het dorp ligt een regionaal vliegveld met een verharde baan van 3 km lengte. Iğdır Airport beschikt over een verharde baan van 3000 meter lengte. Er is een vliegverbinding met Ankara en Istanbul.

## Geschiedenis
Het is een van de eerste plaatsen waar Turken zich in Anatolië vestigden. Het is een oude Turkse nederzetting die onder de heerschappij van Ak Koyunlu, Kara Koyunlu en Safeviler bleef totdat de Seltsjoeken onder de heerschappij van het Ottomaanse Rijk kwamen.
Tot het Verdrag van Istanbul (1736) bleef de regio onder de heerschappij van het Ottomaanse Rijk. Als gevolg van het Verdrag van Istanbul in 1736 werd het samen met de provincie Revan (Jerevan) overgelaten aan de Iraniërs. Het Kanaat Jerevan werd in 1827 vernietigd door troepen van het Russische Rijk, die de hele vlakte grenzend aan Kağızman en Doğubeyazıt innamen. De Russen beheerden het tot 1917 als aparte administratieve regio onder de naam Sürmeli Sanjak.
De Armeniërs, met name milities van Dashnak, vervingen na de Oktoberrevolutie de Russische soldaten. De plaatselijke bevolking had in 1918-1919 veel te lijden van de Armeense milities, en van de erop volgende Turks-Armeense Oorlog. Veel van de mensen die deze druk niet konden verdragen, verlieten hun dorp en trokken zich ofwel terug naar het westen of naar de veilige gebieden in het zuidelijke Aras-gebergte, of naar Maku en andere plaatsen in de regio die bekend staat als Iraans Azerbeidzjan. Gedurende deze periode werden veel dorpen verbrand, vernietigd en in de as gelegd na de slachtingen door Armeense bendes. Behalve Küllük gaat het om de dorpen Hakmehmet, Oba, Kasımcan, Kuzugüden. Küllük is ook een van de 21 moslimdorpen rond Iğdır, waar de Armeense bendes in augustus 1919 binnenvielen en de mannen doodden die ze gevangen hadden genomen en de eer van vrouwen verontreinigden. Op 17 september 1919 slachtten de Armeniërs de bevolking van het dorp Oba, zes kilometer van Iğdır, en de dorpen Küllük en Yaycı, een kilometer verderop, gedeeltelijk af.
De 11e divisie van het Turkse leger viel de Armeniërs in de nacht van 11 op 12 november 1920 aan. Op 14 november 1920 werden de Armeniërs door het Turkse leger onder leiding van korpscommandant Kazım Karabekir naar het noorden over de rivier de Aras verdreven. Het Verdrag van Alexandropol werd ondertekend op 3 december 1920, waarbij Igdir en omgeving Turks grondgebied werd.
Het dorp heeft sinds 1928 dezelfde naam en ligt in het district Iğdır. In 1934 werd Iğdır ingedeeld bij de provincie Kars, om daar in juni 1992 weer van te worden gescheiden.

## Geografie
Het dorp ligt op 15 km ten noordoosten van het stadscentrum van Iğdır en 25 km van het centrum van het district Tuzluca. Het ligt aan de snelweg van Iğdır via Kars naar Erzurum. Het dorp Çalpala ligt ten westen van Küllük, Bayraktutan ligt ten noorden ervan; de dorpen Yaycı, en Hakmehmet in het oosten; ten zuiden ligt Yukarıçarıkçı. De hoogte is 880 meter boven zeeniveau. Het dorp ligt op 4 kilometer van de rivier de Aras, die de grens met Armenië vormt.

## Bevolking
De bevolkingsontwikkeling van de provincie is weergegeven in onderstaande tabel.
| 2007 | 2010 | 2013 | 2016  | 2019 | 2021  |
| ---- | ---- | ---- | ----- | ---- | ----- |
| 944  | 981  | 969  | 1.012 | 964  | 1.331 |